# GP Denain 1973
De 15e editie van de wielerwedstrijd GP Denain werd gehouden op 24 april 1973. De start en finish vonden plaats in Denain in het Franse Noorderdepartement. Op het podium stonden drie Belgen, Dirk Baert, Englebert Opdebeeck en Marc Demeyer, waarvan de laatste won.

## Uitslag
| GP Denain 1973 |                     |                            |                |
| Plaats         | Naam                | Ploeg                      | tijd           |
| Winnaar        | Marc Demeyer        | Flandria-Carpenter-Shimano | 4 u 29 min 5 s |
| 2              | Englebert Opdebeeck | Watney-Maes                |                |
| 3              | Dirk Baert          | Novy-Total                 |                |

1959 · 1960 · 1961 · 1962 · 1963 · 1964 · 1965 · 1966 · 1967 · 1968 · 1969 · 1970 · 1971 · 1972 · 1973 · 1974 · 1975 · 1976 · 1977 · 1978 · 1979 · 1980 · 1981 · 1982 · 1983 · 1984 · 1985 · 1986 · 1987 · 1988 · 1989 · 1990 · 1991 · 1992 · 1993 · 1994 · 1995 · 1996 · 1997 · 1998 · 1999 · 2000 · 2001 · 2002 · 2003 · 2004 · 2005 · 2006 · 2007 · 2008 · 2009 · 2010 · 2011 · 2012 · 2013 · 2014 · 2015 · 2016 · 2017 · 2018 · 2019 · 2020 · 2021 · 2022 · 2023 · 2024 · 2025